# Culto della personalità di Nicolae Ceaușescu

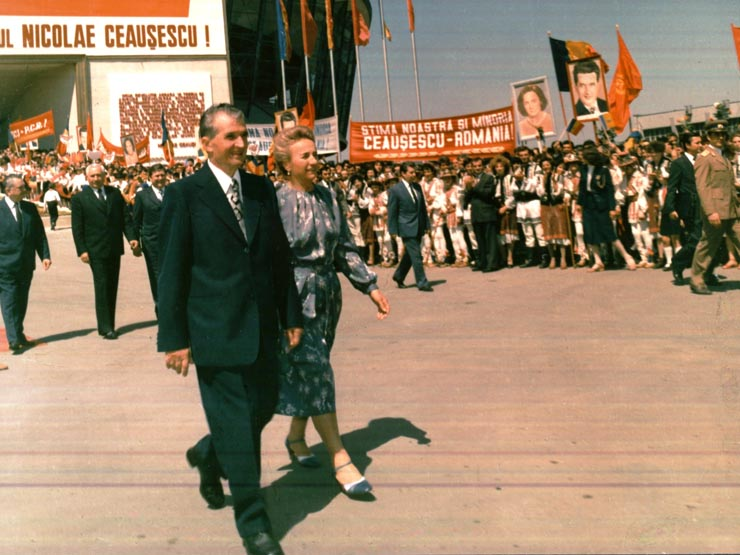
Nicolae Ceaușescu e la moglie Elena nel 1986

Durante la guerra fredda, il dittatore della Repubblica Socialista di Romania Nicolae Ceaușescu mise in campo un culto della personalità tra i più pervasivi all'interno del blocco orientale.
Inizialmente incentrato solo sul dittatore, dai primi anni ottanta si estese anche alla moglie Elena, una delle poche consorti di leader comunisti ad aver avuto un ruolo importante nel potere statale.

## Origini
I primi accenni di culto della personalità nei confronti di Ceaușescu possono essere ritrovati nell'acclamazione tributatagli a seguito del suo discorso del 21 agosto 1968, nel quale denunciò l'invasione della Cecoslovacchia da parte del Patto di Varsavia, marcando un primo distacco della Romania dall'influenza sovietica. Da quella data, i mezzi di comunicazione e i quadri istituzionali, politici e militari rumeni iniziarono a propalare l'identificazione del Paese con la figura del dittatore prima che con la sua natura di Stato comunista. 
Ceaușescu decise di "cavalcare" con decisione il fenomeno a seguito delle proprie visite ufficiali in Cina e Corea del Nord nel 1971, ove rimase particolarmente impressionato non solo da come Mao Zedong e Kim Il-sung avessero accentrato ogni potere nelle loro mani, ma soprattutto dal culto quasi religioso di massa che veniva loro tributato e che essi stessi manifestamente alimentavano. Nello stesso anno, la promulgazione delle tesi di luglio (che misero un freno alla liberalizzazione degli anni sessanta, imponendo una rigida ideologia nazionalista e il ritorno al realismo socialista) marcò definitivamente l'inizio della celebrazione pubblica della figura del dittatore.
La storia rumena vantava un illustre precedente in tal senso, nella figura di Gheorghe Gheorghiu-Dej, leader del Paese tra gli anni cinquanta e sessanta, al quale già era stata tributata una forma di culto della personalità; Ceaușescu tuttavia si spinse ben oltre il suo predecessore, al punto che la Romania da lui governata fu definita il "regime di un Sultano".

## Caratteristiche

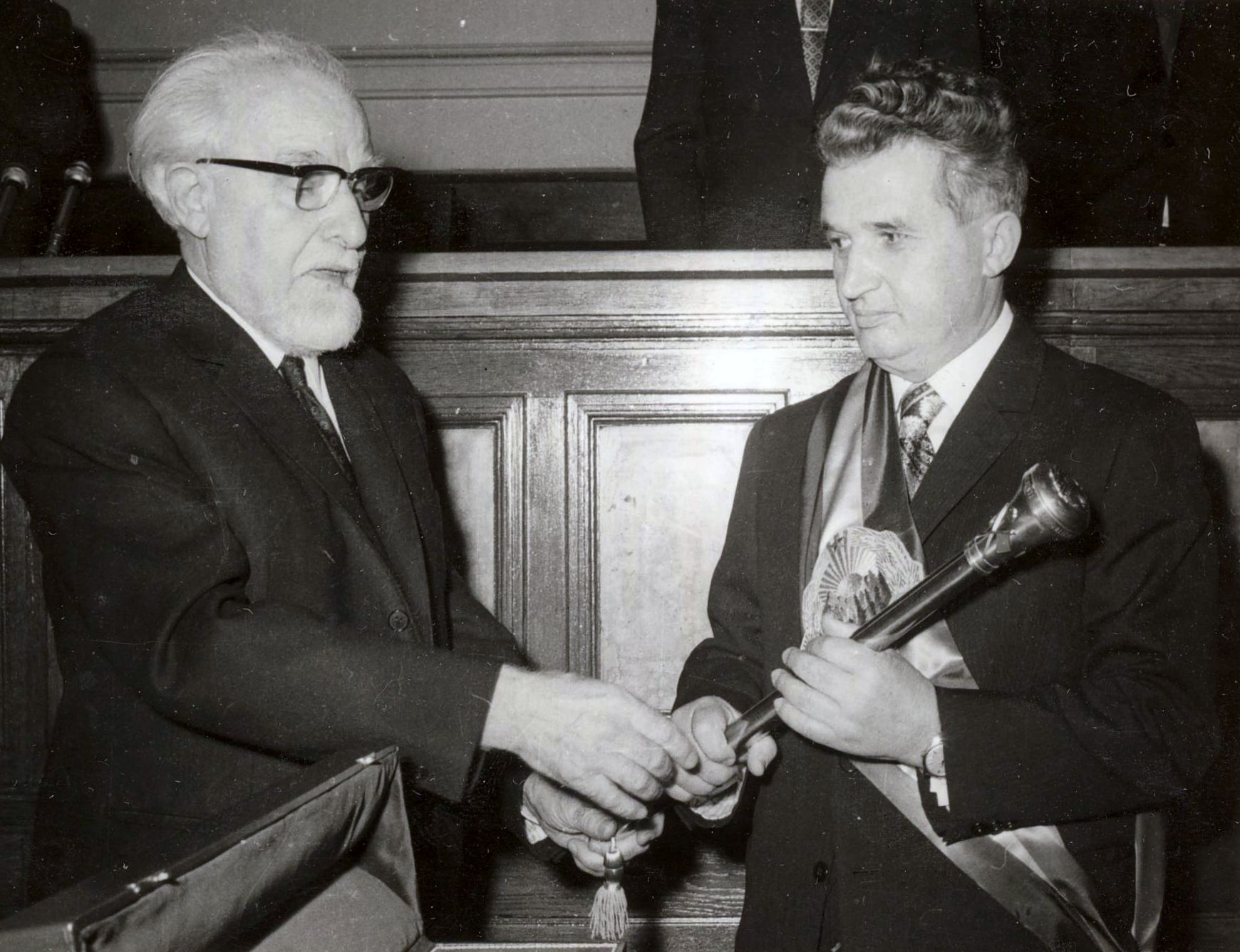
Ceaușescu mentre riceve lo scettro presidenziale

Ceaușescu era diventato presidente del Consiglio di Stato nel 1967, assumendo de jure e de facto il ruolo di capo dello stato. 
Tre anni dopo le tesi di luglio, nel 1974 creò per sé la nuova carica di Presidente della Repubblica, così da ribadire ancor più chiaramente il suo primato sul Paese: venne organizzata un'apposita cerimonia d'insediamento, durante la quale gli venne posto nelle mani uno scettro simile a quello di un sovrano. La circostanza gli costò le ironie dell'artista Salvador Dalí, il quale gli inviò un beffardo telegramma di congratulazioni:
La missiva dell'artista fu comunque ripresa, pubblicata e diffusa come mero "endorsement" a fini propagandistici dai mezzi di comunicazione rumeni.
Ceaușescu cumulò su di sé anche e cariche di direttore del Consiglio supremo per lo sviluppo economico e sociale, presidente del Consiglio nazionale dei lavoratori e direttore del Fronte socialista democratico e unitario.
Il culto della personalità tese a dipingere il dittatore come figura per definizione infallibile e al di sopra di ogni critica, così da reprimere e inibire ogni possibile forma di opposizione e dissenso. Ciò avveniva fin dall'infanzia, a cominciare dalle scuole, dove i bambini imparavano poesie e canzoni che elogiavano il partito e il leader della nazione.

## Ritratti nei media

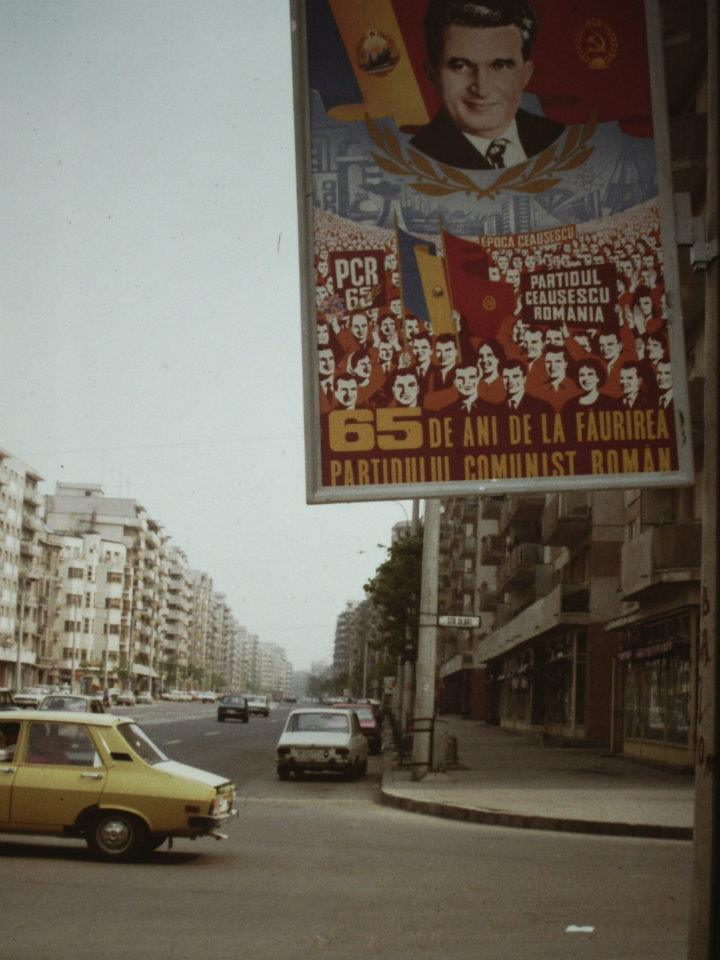
Manifesto propagandistico nelle strade di Bucarest, nel 1986. Il titolo annuncia: "65 anni dalla creazione del Partito Comunista Rumeno", mentre sugli striscioni della folla si legge "Era Ceaușescu" e "Partito-Ceaușescu-Romania".

In campo pubblicistico, Ceaușescu incominciò ad essere ritratto come un geniale teorico del comunismo, autore di contributi significativi al marxismo-leninismo, e come un leader politico il cui "pensiero" era la fonte di tutte le conquiste nazionali. I suoi scritti venivano ristampati e aggiornati a intervalli regolari, con traduzioni in molte lingue: i relativi tomi erano sempre presenti nelle librerie e nelle biblioteche di tutta la Romania.
I media rumeni parlavano dell'epoca contemporanea definendola "era d'oro di Ceaușescu" e apostrofavano il dittatore con una pletora di appellativi, quali "garante del progresso e dell'indipendenza della nazione" e "architetto visionario del futuro della nazione". Dan Ionescu, giornalista di Radio Free Europe, compilò una lista degli epiteti usati dagli scrittori e dai politici romeni per designare Ceaușescu: tra di essi si segnalavano "architetto", "corpo celestiale" (ideati da Mihai Beniuc), "demiurgo", "dio secolare" (Corneliu Vadim Tudor), "principe affascinante" (Ion Manole), "genio", "santo" (Eugen Barbu), "stella del mattino" (Vasile Andronache), "navigatore" (Victor Nistea), "salvatore" (Niculae Stoian), "sole" (Alexandru Andrițoiu), "titano" (Ion Potopin) e "visionario" (Viorel Cozma). Ceaușescu tuttavia preferì sempre essere designato col "classico" appellativo di Conducător o, in alternativa, "leader".
La narrazione ufficiale si premurava altresì di porre in evidenza le umili origini del dittatore e il fatto che avesse raggiunto il potere solo attraverso i suoi soli sforzi; venivano a tal proposito evocati parallelismi tra lui e varie figure illustri della storia e del folklore rumeni, quali Horea e Avram Iancu.
La famiglia Ceaușescu era molto solerte nel sovrintendere alla propria immagine pubblica: le foto ufficiali del dittatore con sua moglie li ritraevano perlopiù verso la fine dei loro quarant'anni. La televisione di stato romena era costretta a riprenderli "nella loro miglior luce possibile" e perciò i tecnici dovevano prestare molta attenzione ad assicurare che la bassa statura di Ceaușescu (1,65 m) non venisse mai enfatizzata sullo schermo; Elena invece vietava di essere inquadrata di profilo, per evitare che si notasse troppo il suo naso prominente, e voleva a tutti i costi che la sua presenza scenica fosse "istituzionale". Laddove si riteneva che una di queste regole fosse stata infranta, le conseguenze potevano essere gravi: un produttore televisivo fu infatti incarcerato per tre mesi per aver messo in onda dei filmati dove Ceaușescu balbettava.
Per qualche tempo i ritratti ufficiali di Ceaușescu mostrarono il leader di semi-profilo, con un solo orecchio visibile. Ciò fece sorgere ironie e barzellette, poiché esiste un modo di dire rumeno per il quale (pressappoco) avere solo un orecchio significa essere pazzo; allorché ci si rese conto di ciò, tutti i ritratti furono ritirati e sostituiti con immagini frontali, dove erano visibili entrambe le orecchie del leader.

## Arte e letteratura
Gli intellettuali rumeni erano tenuti a esprimere il loro apprezzamento nei confronti di Ceaușescu; nel 1973 fu pubblicato un grande volume in suo onore, intitolato Omagiu ("Omaggio") e contenente diversi saggi di figure eccellenti della cultura rumena del tempo che tessevano le lodi del dittatore. Negli anni ottanta vennero anche pubblicati a cadenza annuale dei volumi scritti da intellettuali romeni con prose, poesie e canti che elogiavano il leader e la gloria del suo regime; tipicamente la distribuzione nelle librerie avveniva il giorno del compleanno di Ceaușescu, che era festa nazionale.
Lo Stato commissionò altresì moltissimi ritratti ufficiali del dittatore, affidandoli ad artisti di grido, come il pittore Sabin Bălașa.

## Ruolo della moglie
Il culto attorno alla figura di Elena Ceaușescu (a sua volta molto attiva politicamente e ritratta dalla propaganda col titolo di "madre della Nazione") venne finalizzato a dipingerla come una luminare scientifica "fattasi da sé". Si enfatizzò il fatto che la moglie del leader rumeno fosse giunta al vertice partendo da umili origini contadine e di come, pur avendo ricevuto un'istruzione di base carente (aveva infatti frequentato unicamente dei corsi tecnico-scientifici serali), avesse infine ottenuto un dottorato all'Università Politecnica di Bucarest e, nel 1965, la direzione dell'Istituto nazionale di ricerca chimica e petrolchimica (ICECHIM), dove ufficialmente si occupava dello studio dell'elastomero. 
La signora Ceaușescu (che, secondo alcuni osservatori, aveva una vanità e un desiderio di onori anche superiori rispetto al marito) iniziò quindi a "collezionare" riconoscimenti accademici, sia in patria sia soprattutto all'estero: durante le visite ufficiali, infatti, le delegazioni diplomatiche rumene erano istruite a fare pressioni sugli enti accademici di vari Paesi affinché le concedessero qualche titolo ad honorem, dovendo inoltre scontare le sue reazioni irate laddove veniva opposto un rifiuto. In tal modo, tra l'altro, Elena Ceaușescu ottenne il titolo di professore onorario alla Royal Society of Chemistry e al Polytechnic of Central London, nel Regno Unito; al contempo, diversi eminenti editori scientifici, anche occidentali, pubblicarono lavori di cui era accreditata come autrice.
A seguito della caduta del regime emersero vari elementi e testimonianze secondo i quali gran parte della carriera accademica della moglie del dittatore sarebbe stata fittizia e fraudolenta. Sul lavoro, infatti, Elena Ceaușescu dimostrò di ignorare vari rudimenti di base della chimica (in un'occasione mostrò di non sapere a che servisse un cromatografo, mentre in un'altra non riconobbe la formula dell’acido solforico); stando ai racconti dei collaboratori più stretti, la moglie del dittatore si interessava quasi solo di aspetti politici e amministrativi, tralasciando sistematicamente il lavoro scientifico. Il suo comportamento era inoltre altezzoso e autoritario: si limitava infatti a dare ordini e rifiutava ogni tipo di discussione. Sempre alcuni collaboratori denunciarono di essere stati obbligati a scrivere pezzi di pubblicazioni scientifiche su cui la first lady rumena si limitava ad apporre la firma; ciò sarebbe accaduto anche nella sua tesi di dottorato. Di riflesso vari atenei che le avevano conferito riconoscimenti li hanno revocati e le case editrici hanno ritirato le pubblicazioni a suo nome.

## Dissenso

### Nella società

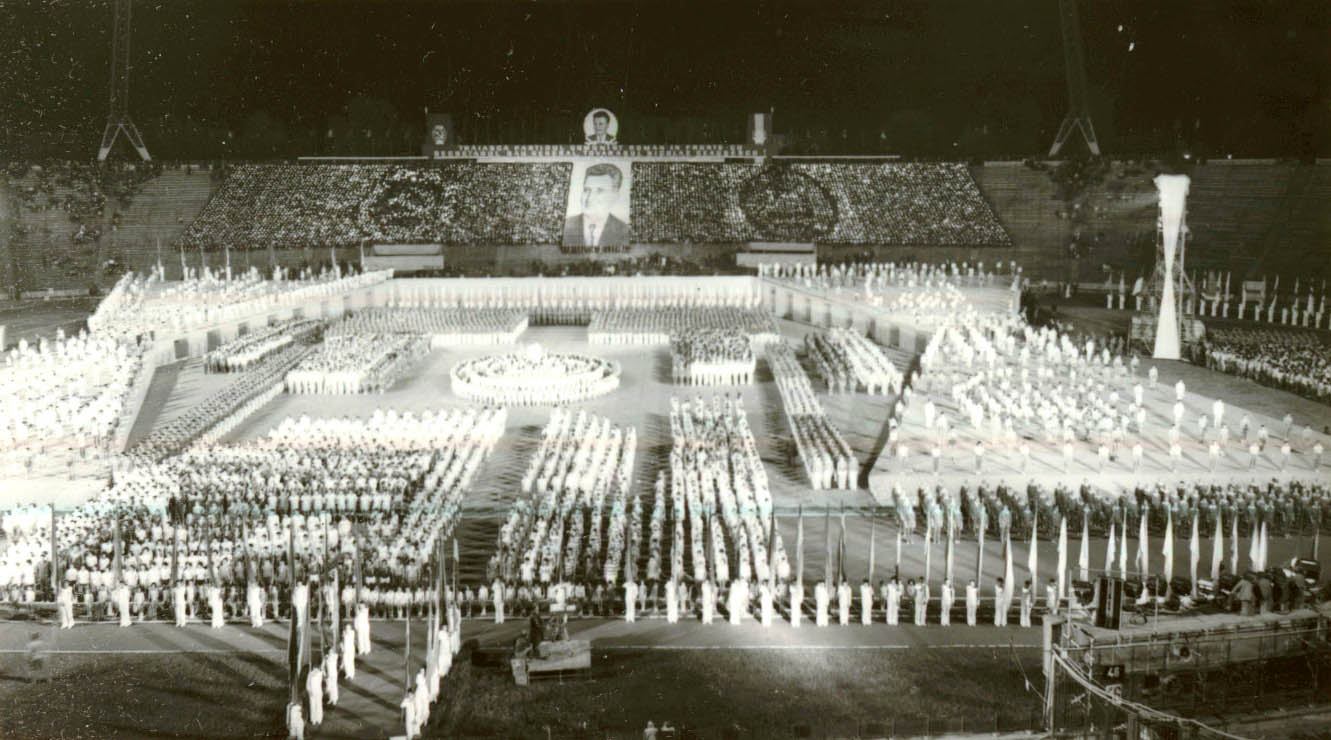
Raduno a Bucarest del settembre 1978

Secondo il dissidente Mihai Botez, la contestazione nei confronti del regime fu per molto tempo assai limitata non tanto per assenza di coraggio, ma bensì a seguito di un'analisi costi-benefici: molte persone, sebbene non allineate all'autoritarismo di Ceaușescu, desistettero dall'esprimersi poiché compresero che il loro atto non avrebbe danneggiato il regime (pervasivo e ben organizzato), ma avrebbe semplicemente recato loro le gravi conseguenze previste dalla legge, variabili dai semplici atti discriminatori (perdita del lavoro, espulsione dall'università) fino all'incarcerazione, al confino o all'espulsione dal Paese.
Il problema veniva anche aggravato dal fatto che, fino alla fine degli anni ottanta, i paesi occidentali guardarono con discreto favore alla Romania di Ceauşescu, ritenuta (tra i Paesi comunisti) uno degli interlocutori più affidabili e collaborativi, data la precocità con la quale aveva affermato la propria autonomia dall'influenza sovietica. A fronte di ciò, i problemi interni al Paese venivano sostanzialmente ignorati al di fuori di esso. I buoni uffici del regime di Bucarest (tra gli altri) con Stati Uniti, Regno Unito, Francia e Giappone scoraggiarono l'opposizione: Mihai Botez disse che in quel periodo i dissidenti come lui venivano visti come nemici della distensione tra i blocchi contrapposti della guerra fredda.
Il supporto dall'estero a Ceaușescu terminò con l'ascesa di Michail Gorbačëv alla guida dell'Unione Sovietica nel marzo 1985: la pervicacia del leader rumeno nel preservare il pugno di ferro della sua dittatura, non recependo i tentativi di riforma portati avanti in Unione Sovietica (perestrojka e glasnost) gli alienò i favori sia a occidente che a oriente, isolandolo sulla scena internazionale.

### Nel Partito Comunista
Era presente un piccolo dissenso anche all'interno del Partito Comunista Romeno. Uno degli episodi più importanti avvenne nel novembre del 1979 durante il XII Congresso del Partito Comunista, quando un anziano ufficiale di alto rango, Constantin Pârvulescu, accusò il Congresso di dare poca importanza ai problemi esistenti nel paese soltanto per perpetuare la glorificazione di Ceaușescu. In seguito, Pârvulescu fu espulso dal Congresso e posto sotto stretta sorveglianza e agli arresti domiciliari.

## Eredità
Verso la fine degli anni ottanta il Partito comunista e quasi tutte le altre istituzioni della Romania erano diventate completamente subordinate al volere di Ceaușescu, in contrasto alla situazione presente negli altri paesi del blocco orientale. Sebbene Ceaușescu fosse un nazionalista comunista, il suo controllo assoluto sullo Stato e il culto pervasivo della sua personalità portarono molti osservatori non romeni a descrivere il suo regime come uno delle cose più vicini al vecchio governo stalinista.
In parte a causa della subordinazione a Ceaușescu, il PCR si sciolse nel 1989 in seguito alla Rivoluzione romena e da quell'anno non è stato mai rifondato; inoltre, nessun partito dichiaratosi suo successore è riuscito ad essere eletto nel Parlamento.
Il culto della personalità e l'accentramento del potere nelle mani della famiglia Ceaușescu fece sì che gran parte della frustrazione del popolo romeno si volse contro la persona di Nicolae Ceaușescu, piuttosto che contro l'apparato politico del Partito Comunista nel suo insieme. Per questo motivo il vincitore delle elezioni generali del 1990 è stato il Fronte di Salvezza Nazionale, composto per la maggior parte da ex membri del Partito comunista.